# Церковь Святого Димитрия Солунского (Феодосия)
Церковь Святого Димитрия Солунского (другое название — Святого Стефана) — памятник архитектуры XIV века в Феодосии (комплекс Генуэзской крепости).

## История
Построена в XIV веке армянами на территории Айоцберт (армянская крепость) позже переименовали в район карантин.. Возможно, позже принадлежала греческой церкви. Отреставрирована в 1955—1956 годах.
В 1990-е годы церковь пришла в запустение, большая часть фресок внутри храма была утрачена. В 2010-2020-х годах был разработан проект реставрации церкви, были проведены подготовительные работы. 22 мая 2023 года церковь была освящена после года реставрационных работ. Значительную часть средств на реставрацию церкви выделил благотворительный фонд Алины Кабаевой.

## Описание

### Архитектура

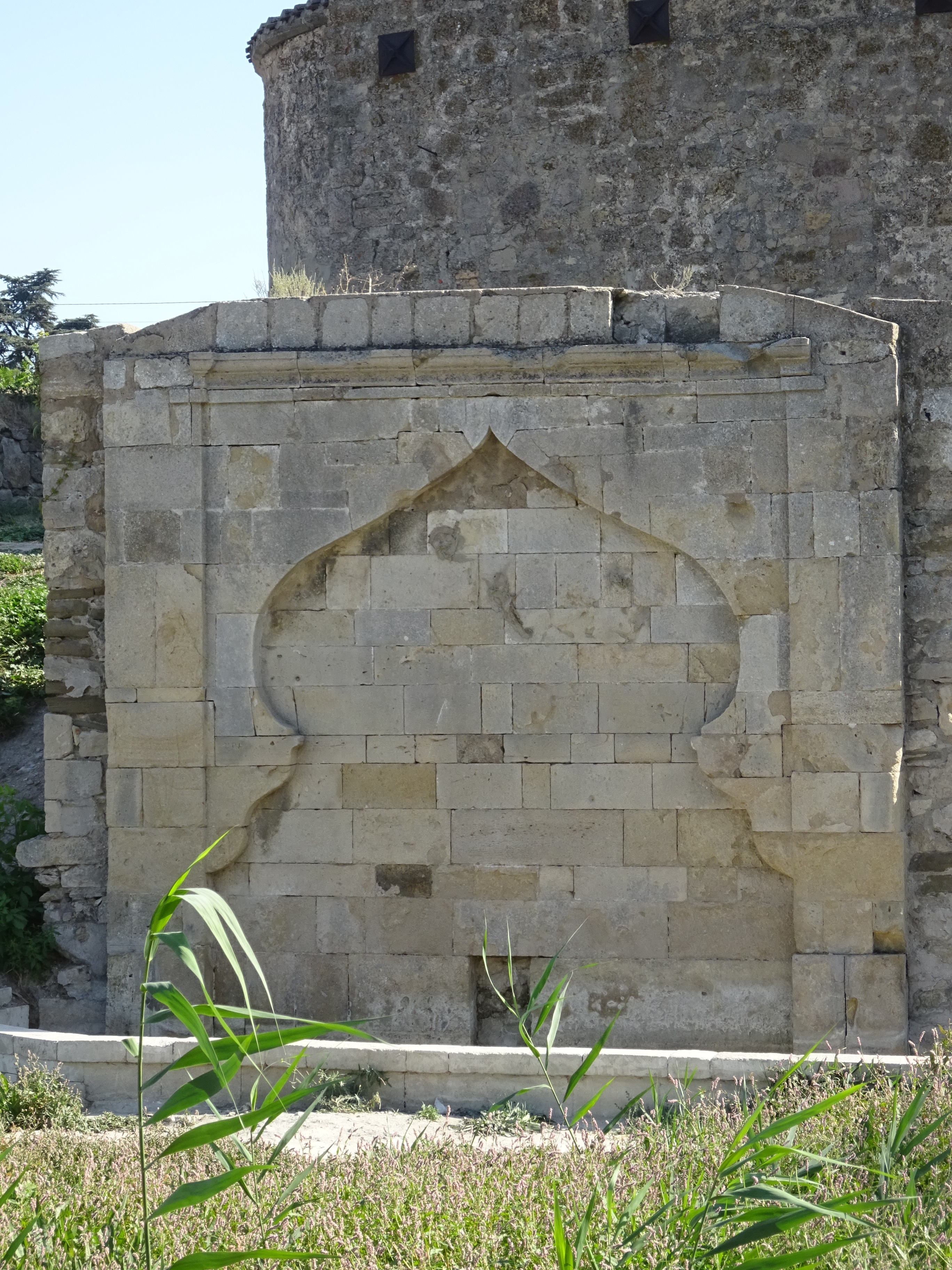
Армянский фонтан

Одноапсидная прямоугольная в плане базилика, перекрыта коробовым сводом на подпружных арках. Отличается строгой архитектурой, простотой форм и скромными размерами (7х8 метров). Возведена из бутового камня, внешне не облицована. Вход — с запада. Портал входа профилирован тесаными камнями, над ним расположена стрельчатая ниша. Двускатная крыша покрыта черепицей.
Возле храма находятся Армянский фонтан 1491 года и скала-памятник, открытые в 1913—1915 годах врачом К. Белиловским около минерального источника «Кафа».

### Живопись
В интерьере сохранились остатки фрески. В лучшем состоянии находятся росписи алтарной апсиды:
- «Христос на троне» (фигура Христа, справа от которого стоит Иоанн Креститель, а слева — Богородица).
- «Евхаристия» (слева — Христос с чашей и шесть апостолов, справа — Христос с хлебом и шесть учеников).
- «Богородица с младенцем».

На западной стене — фрагменты «Страшного Суда». Сегодня живопись практически утрачена. Часть фресок содержит надписи на греческом языке, что позволило считать храм греческим.